# Arande
L'Arande est un ruisseau à la frontière entre la France et la Suisse. L'Arande est un des ruisseaux confluents qui donnent naissance à l'Aire qui se jette dans l'Arve.

## Histoire

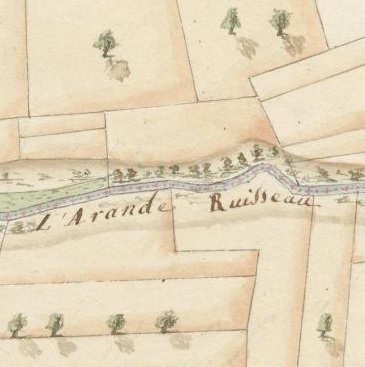
Traité de Turin de 1816, plantation des bornes en 1819.

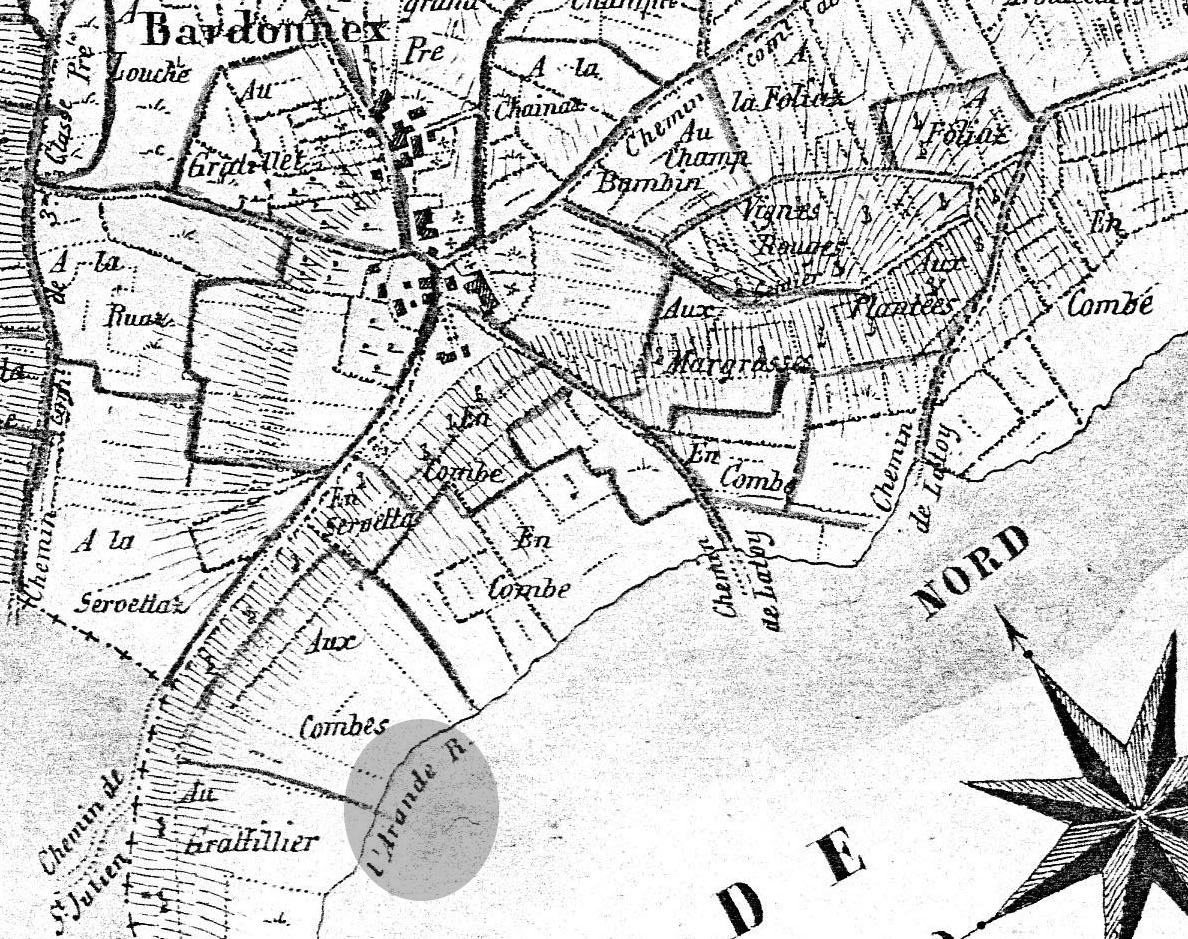
L’Arande sur l’atlas Mayer de 1830.

Le ruisseau est mentionné dans des reconnaissances féodales concernant les biens de Compesières (aujourd’hui commune suisse de Bardonnex) en 1541 et 1611 sous les termes « Nant d’Arandaz » ou « Arande ». Au XIXe siècle, apparemment à la suite d’une erreur de copie, il apparaît sur au moins deux cartes sous le nom « Armande ». 
Le ruisseau de l'Arande est mentionné dans le traité de Turin de 1816 pour définir une partie de la frontière.

## Parcours
D'une longueur de 7,4 km, l'Arande prend sa source dans la commune de Neydens, dans le département de la Haute-Savoie et rejoint l'Aire dans la ville de Saint-Julien-en-Genevois. Le lit du ruisseau est naturel sur la plus grande partie de son parcours, et il a été canalisé et recouvert dans la ville de Saint-Julien.
Le ruisseau de l'Arande marque la frontière entre la France et la Suisse sur 2,5 kilomètres de son tracé en bordant les communes de Bardonnex (Suisse) et de Saint-Julien-en-Genevois (France).

### Communes et cantons traversés
L'Arande traverse trois communes en France, et longe Bardonnex en Suisse. De l'amont vers l'aval : Neydens (source), Archamps, Bardonnex, Saint-Julien-en-Genevois (confluence).

## Affluents
L'Arande a deux petits affluents référencés :
- le ru du Mery (rd), 1,3 km sur la seule commune d'Archamps ;
- le ru du Chameau (rd), 1,3 km sur la seule commune d'Archamps.

Le nombre de Strahler est donc de deux.

## Aménagements et écologie